# Werner Masten
Werner Masten (* 23. April 1950 in Meran, Italien; † 21. Januar 2023) war ein Filmregisseur und Drehbuchautor aus Südtirol.

## Leben
Masten studierte von 1969 bis 1976 in Padua und Modena Jura, bevor er nach Deutschland ging, um an der Hochschule für Fernsehen und Film München zu studieren.
Für die Verfilmung von Joseph Zoderers Roman Das Glück beim Händewaschen, seinem ersten Film außerhalb der Hochschule, erhielt er 1983 den Adolf-Grimme-Preis mit Gold. Er drehte fortan zahlreiche deutsche Fernsehfilme und -serien wie Auf Achse, Liebling Kreuzberg und Unser Lehrer Doktor Specht und führte auch bei einigen Kinofilmen Regie.

## Filmografie
- 1982: Das Glück beim Händewaschen
- 1984: Schimmi
- 1985–1990: Der Fahnder (Fernsehserie)
- 1985–1992: Auf Achse (Fernsehserie)
- 1986: Die Walsche (Fernsehfilm)
- 1988–1994: Liebling Kreuzberg (Fernsehserie)
- 1989: Tatort: Blutspur (Fernsehreihe)
- 1989: Tatort: Schmutzarbeit
- 1990: Abenteuer Airport (Fernsehserie)
- 1990: Neuner
- 1992–1996: Unser Lehrer Doktor Specht (Fernsehserie)
- 1992: Tatort: Blindekuh
- 1992: Tatort: Experiment
- 1993: Die Piefke-Saga Teil IV (TV-Film)
- 1993: Die Wildnis
- 1993: Tatort: Amoklauf
- 1993: Tatort: Um Haus und Hof
- 1994–1995: Wir sind auch nur ein Volk (Fernseh-Mehrteiler)
- 1995: Zu Fuß und ohne Geld (Fernseh-Vierteiler)
- 1995–2000: Die Straßen von Berlin (Fernsehserie, 13 Folgen)
- 1998–1999: Am liebsten Marlene (Fernsehserie)
- 1998–2002: Tierarzt Dr. Engel (Fernsehserie)
- 2001–2004: Der Bulle von Tölz (Fernsehserie)
- 2001: Mayday! Überfall auf hoher See (Fernsehfilm)
- 2003: Nicht ohne meinen Anwalt (Fernsehserie)

## Auszeichnungen
- 1983: Förderpreis beim Filmfestival Max Ophüls Preis für Das Glück beim Händewaschen[4]
- 1983: Adolf-Grimme-Preis mit Gold für Das Glück beim Händewaschen[5]
- 1987: Fernsehfilmpreis der Deutschen Akademie der Darstellenden Künste für Die Walsche
- 1990: Bayerischer Fernsehpreis für Liebling Kreuzberg[6]